# Sciapus striaticollis
Sciapus striaticollis är en tvåvingeart som beskrevs av Becker 1922. Sciapus striaticollis ingår i släktet Sciapus och familjen styltflugor. Inga underarter finns listade i Catalogue of Life.